# Thiago Rockenbach
Thiago Rockenbach da Silva (Marechal Cândido Rondon, 1985. február 1. –) brazil labdarúgó, aki jelenleg a BFC Dynamo középpályása.

## Pályafutása
2002-ben elhagyta Brazíliát és Németországba igazolt a Werder Bremen akadémiájára. A tartalék csapatban alap emberré nőtte ki magát. A 2007-08-as szezont már a FC Rot-Weiss Erfurt csapatánál kezdte meg, ahová két évre írt alá. A Dynamo Dresden ellen debütált új klubjában.
2010-11-es szezont a Fortuna Düsseldorf csapatánál kezdte meg. 2012-ig szóló szerződést kötöttek, de 2010. december 29-én felbontották közös megegyezéssel a szerződését. A 2010-11-es szezon téli szünetében a RB Leipzig csapatába igazolt.

## Sikerei, díjai
- RB Leipzig
  - Regionalliga Nordost bajnok: 2012-13
  - Szászország kupa: 2011, 2013